# Nikias (König)

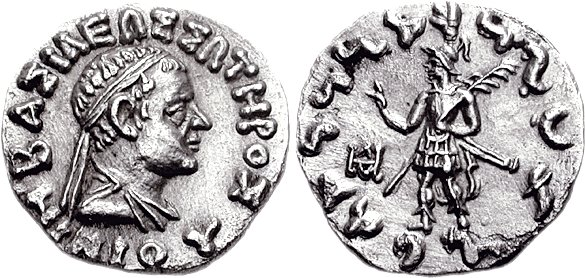
Münze des Nikias

Nikias war ein indo-griechischer König, der um 100 v. Chr. regierte. Er ist bisher nur von seinen nicht sehr zahlreichen Münzen bekannt. Da er dort deutlich in verschiedenen Lebensaltern erscheint, ist vermutet worden, dass er einige Zeit regierte. Sein Herrschaftsbereich lag vielleicht im Hindukusch.
Die Münzen des Nikias zeigen auf der Vorderseite seinen Kopf im Profil und griechische Legenden. Auf der Rückseite erscheinen verschiedene Motive. Von besonderem Interesse ist eine Münze, die auf der Vorderseite Poseidon und auf der Rückseite einen Anker zeigt. Es ist vermutet worden, dass diese Darstellung einen Sieg einer Flussschlacht, wahrscheinlich auf dem Jhelam, feiert.